# فرد إم. هاتش
فرد إم. هاتش (بالإنجليزية: Fred M. Hatch)‏ هو مدير فني أمريكي، ولد في 28 أكتوبر 1877 في مقاطعة بيورو في الولايات المتحدة، وتوفي في 25 ديسمبر 1932 في أوبرلين في الولايات المتحدة.